# 宇保町
宇保町（うほちょう）は、大阪府池田市にある地名である。丁番をもたない単独町名である。郵便番号は563-0042。当地域の人口は、2017年12月末時点で 2,014 人である（池田市市民生活部総合窓口課の資料による）。

## 地理
池田市の南西部に位置する。北は城南二丁目と、東は八王寺一丁目と、南は神田一丁目と、西は満寿美町とそれぞれ隣接している。当地域は、池田市立呉服小学校および池田市立池田中学校の校区に含まれる。当地域の西部には、神田水路が通っている。

### 地価
宇保町の地価は、2020年（令和2年）1月1日の公示地価によれば宇保町5-1の地点で20万6000円/m2となっている。

## 歴史
平安時代の末期には、現在の宇保や神田の一帯に、呉庭荘（くれはのしょう）という荘園が存在していた。1208年（承元2年）3月19日の『女清原氏田地売券案』の中に、「宇保村」の表記が見られる。「宇保」の地名には、「私たちの土地」という意味をもつとする説がある。1944年（昭和19年）4月、町名変更が行われ、宇保町および呉服東が宇保町に変更される。1953年（昭和28年）、市立池田病院の看護婦宿舎が宇保町内に移転される。1958年（昭和33年）、日本住宅公団（現在の都市再生機構）により、宇保町から神田町にかけて池田団地が建設される。同年、猪名津彦神社の社殿が再建される。
1960年（昭和35年）、一部が城南町二丁目に編入される。1965年（昭和40年）、一部が八王寺一丁目に編入される。1966年（昭和41年）、一部が満寿美町に編入される。1970年（昭和45年）、一部が城南二丁目、三丁目に編入される。1978年（昭和53年）4月、宇保会館が開館される。1979年（昭和54年）11月1日、宇保郵便局が開局される。2006年（平成18年）10月、スタジオ「アイ コミュニオン スペース ポコ」が開設される。2020年（令和2年）9月1日、児童発達支援・放課後等デイサービス「ステップ池田」が開設される。

## 施設
- 宇保会館[3]
- こうせい保育園[3]
- 宇保公園[23]
- 宇保第2公園[24]
- 池田宇保郵便局[7]